# 1995年11月逝世人物列表
1995年逝世人物列表：1月 - 2月 - 3月 - 4月 - 5月 - 6月 - 7月 - 8月 - 9月 - 10月 - 11月 - 12月
1995年11月逝世人物列表，是用於匯總1995年11月期間逝世人物的列表。

## 依日期排序

### 1日
- 理查·阿什克拉夫特，57歲，美國政治理論家。[1]
- 海倫·布洛克，89-90歲，美國歷史學家。[2]
- 羅科·卡納兒，78歲，NFL美式橄欖球運動員。[3]
- 詹姆斯·拉爾夫·達林，96歲，ABC英裔澳大利亞人董事長。[4]
- 萊克斯·希克森，53歲，美國蘇菲派作家、詩人和精神導師[5]
- 比爾·哈德森，85歲，英國特種作戰執行官。
- 瓦西爾·伊爾約斯基，92歲，馬其頓作家和劇作家。
- 喬治·麥考恩，68歲，加拿大影視導演，肺氣腫。
- 艾麗卡·莫莉妮，91歲，奧地利小提琴家。[6]
- 阿倫·帕斯克，58歲，威爾士橄欖球運動員。[7]
- W·E·D·羅斯，82歲，加拿大作家。[8]
- 德斯蒙德·肖-泰勒，88歲，英國音樂評論家。[9]
- 布賴恩·勒尼漢，64歲，愛爾蘭政治家和部長。[10]
- 湯姆·斯賓塞，81歲，英國板球運動員和裁判員。
- 布拉德伯里·湯普森，84歲，美國平面設計師和藝術總監。[11]

### 2日
- 比爾·布萊爾，84歲，美國賽車手。
- 瓊·布魯斯特，82歲，美國女演員。[12]
- 弗洛倫斯·格林伯格，82歲，唱片公司創始人。[13]
- 罗贵波，88歲，中國外交官和政治家。[14]
- 奧利·哈靈頓，83歲，美國漫畫家。[15]
- 阿爾瓦羅·戈麥斯·烏爾塔多，76歲，哥倫比亞政治家[16]
- 吉爾·蘭姆，91歲，美國演員。[17]
- 加布里埃爾·烏爾格巴茲，66歲，喬治亞東正教修道士

### 3日
- R·塔克·阿伯特，76歲，美國貝殼學家和軟骨病學家。[18]
- 博揚·阿達米奇，83歲，斯洛維尼亞作曲家。[19]
- 亞瑟·博頓利，88歲，英國工黨政治家和部長。[20]
- 馬里奧·雷沃洛·布拉沃，76歲，哥倫比亞天主教紅衣主教和大主教。
- 傑羅姆·卡哈，37歲，美國混合媒體畫家、變裝皇后和行為藝術家[21]
- 沃拉斯·伊頓，78歲，英國電影、廣播、電視和戲劇演員。
- 戈登·S·法尼，108歲，加拿大醫生，加拿大醫學協會主席。[22]
- 約翰·奧查德，66歲，英國演員[23]
- 愛德華·波拉，88歲，美國廣播電視製片人，作詞人。[24]
- 威廉·M·朗特裡，78歲，美國外交官[25]
- 科迪莉亞·烏魯埃塔，87歲，墨西哥藝術家。
- 尹伊桑，78歲，韓德混血作曲家。[26]
- 戈伊科·澤克，60歲，塞爾維亞足球經理[27]

### 4日
- 約翰·卡希爾，65歲，英國商人，英國航空航太公司首席執行官。[28]
- 馬蒂·凱恩，50歲，英國喜劇演員，歌手和電視節目主持人[29]
- 雷威爾斯·凱頓，87-88歲，美國民權領袖。[30]
- 吉爾·德勒茲，70歲，法國哲學家[31]
- 保羅·愛丁頓，68歲，英國演員[32]
- 埃迪·伊根，65歲，美國演員[33]
- 埃塞克斯·漢菲爾，38歲，美國詩人和同性戀權利活動家，愛滋病相關併發症。
- 伊扎克·拉宾，73歲，以色列第5任總理[34]
- 墨瑞·史瓦茲，78歲，美國社會學教授，作家。
- 普拉维茨·厄贝里，64歲，瑞典足球運動員，骨癌。

### 5日
- 沃爾特·多布勒，75歲，加拿大足球運動員。
- 吉恩·恩葛籣德，78歲，美國籃球運動員。[35]
- 歐內斯特·蓋爾納，69歲，英裔捷克哲學家和社會人類學家。[36]
- 戈登·沃爾特斯，76歲，紐西蘭藝術家和平面設計師。[37]

### 6日
- 拉里·坎農，58歲，美國賽車手，栓塞。
- 比爾·奇斯堡，68歲，美國賽車手[38]
- 安妮塔·可桑，62歲，美國女演員[39]
- 松田千秋，99歲，二戰期間日本帝國海軍上將。

### 7日
- 安德里亞·亞當斯，49歲，英國廣播公司廣播員和記者[40]
- 埃默里·博奈特，88歲，英國作家和劇作家Felicity Winifred Carter的筆名。[41]
- 迪米特裡·迪馬科普洛斯，66歲，希臘裔加拿大建築師。
- 拉爾斯·杜斯勒，27歲，丹麥花樣滑冰運動員和奧運選手[42]
- 安·邓纳姆，52歲，美國人類學家[43]
- 約翰·派翠克，90歲，美國編劇和劇作家，普利策戲劇獎得主[44]
- 史拉比·懷特，74歲，美國喜劇演員和演員[45]

### 8日
- 費爾南多·貝洛，71歲，葡萄牙水手和奧運獎牌得主。[46]
- 尼爾·布萊尼，73歲，愛爾蘭政治家。[47]
- 蘇珊娜·博雷爾，91歲，法國外交官。[48]
- 弗朗西斯·克利夫蘭，92歲，美國舞臺演員、導演、製片人，格羅弗·克利夫蘭總統的兒子。[49]
- 奧列赫·馬卡羅夫，66歲，蘇聯/烏克蘭足球運動員，教練和體育作家。
- 格特魯德·梅辛格，84歲，美國電影女演員，肺炎。
- 鄉村迪克蒙大拿，40歲，歌手[50]
- 韋塞林·彼得羅維奇，66歲，塞爾維亞自行車運動員。[51]

### 9日
- 莫雷·貝爾，79歲，美國攝影師和教師。[52]
- 亞歷山德羅·奇科尼尼，89歲，義大利作曲家，擅長電影音樂。[53]
- 罗伯特·库克，92歲，美國音響工程師。
- F.G.埃米森，88歲，英國檔案保管員和歷史學家。[54]
- 傑拉爾丁·卡特，75歲，奧地利女演員。[55]

### 10日
- 麗亞·德·西蒙尼，48歲，義大利女演員和歌手[56]
- 克萊爾蒙特·德佩亞薩，67歲，西印度板球運動員。
- 吉恩·莫里斯·費伊，81歲，法國多明尼加神父，教會歷史學家和敘利亞學家。
- 柯里·福克斯，85歲，美國小提琴手。[57]
- 卡山偉華，54歲，奈及利亞作家和環保主義者[58]
- 佛朗哥·席爾瓦，75歲，義大利演員。
- 勒內·韋列克，92歲，捷克裔美國作家。[59]

### 11日
- 科爾內留·科波蘇，81歲，羅馬尼亞政治家[60]
- 讓-路易·屈爾蒂斯，78歲，法國小說家。[61]
- 肯尼斯·S·戈爾茨坦，68歲，美國民俗學家和昆蟲學家。[62]
- 格格·卡尔曼，47歲，捷克斯洛伐克足球運動員，交通事故。
- 查理斯·斯克里布納四世，74歲，美國出版商。[63]

### 12日
- 理查·L·科，81歲，《華盛頓郵報》的長期戲劇和電影評論家。[64]
- 羅蘭·多布魯申，66歲，俄羅斯數學家。[65]
- 艾米特·馬修·霍爾，97歲，加拿大法學家，法官和公民自由宣導者。
- 羅伯特·斯蒂芬斯爵士，64歲，英國演員[66]
- 威利·特爾弗，70歲，蘇格蘭足球運動員和經理。

### 13日
- 哈納菲·巴斯唐，73歲，埃及足球運動員和奧運選手。[67]
- 拉爾夫·布蘭，81歲，美國詞曲作者、作曲家、作詞人、編曲家和歌手。[68]
- 瑪麗·伊莉莎白·康塞爾曼，83歲，美國短篇小說和詩歌作家。[69]
- 埃爾多安·派特納，66歲，土耳其籃球運動員和奧運選手。[70]
- 阿德里安娜·塞拉，71歲，義大利電影女演員。
- 奧蘭多·西羅拉，67歲，義大利網球運動員。
- 亞瑟·戴爾·特倫多爾，86歲，紐西蘭-澳大利亞藝術史學家和古典考古學家。[71]
- 約翰·范·艾森，73歲，南非演員。

### 14日
- 傑克·芬尼，84歲，美國作家[72]
- 傑克·霍爾特，83歲，英國帆船設計師。
- 萊斯·霍瓦斯，74歲，美式橄欖球四分衛和中衛。[73]
- 約翰·李-巴伯，90歲，英國皇家海軍軍官。[74]
- 雅各·雷德·馬庫斯，99歲，美國學者和改革派拉比。
- 亞諾斯·塔馬斯，59歲，匈牙利裔瑞士作曲家、指揮家和音樂教育家。[75]

### 15日
- 凱倫·伯格，89歲，丹麥女演員。[76]
- 喬·F·布萊爾，72歲，馬里蘭大學和華盛頓紅皮隊的美國體育公關人員。[77]
- 比利·休斯，81歲，英國教育家和工黨政治家。[78]
- 索爾·利普辛，94歲，美籍以色列學者、作家和文學教授。[79]
- J·克萊德·米切爾，77歲，英國社會學家和人類學家。[80]
- 約翰·W·米切爾，80歲，美國空軍軍官，二戰期間的飛行王牌。

### 16日
- 羅伯特·H·阿德曼，76歲，美國小說家和歷史學家。[81]
- D·伍德羅·伯德，83歲，美國政治家。[82]
- 查理斯·戈登，70歲，美國劇作家、演員和導演。[83]
- 拉尔夫·克勒尼希，91歲，德國物理學家。[84]
- 康拉德·林恩，87歲，美國民權律師和活動家。[85]
- 彼得·普里科，88歲，馬其頓演員。[86]
- 格溫·A·威廉姆斯，70歲，威爾士歷史學家。[87]

### 17日
- 阿加西·巴巴揚，73歲，亞美尼亞導演、編劇和演員。[88]
- 葉夫亨·布蘭奇克，73歲，烏克蘭跨欄運動員，曾參加1952年夏季奧運會。[89]
- 阿倫·赫爾，50歲，英國創作歌手[90]
- 莫哈末賽益，69歲，馬來西亞政治家。
- 諾曼·柯克曼，75歲，英格蘭足球運動員和經理。
- 薩爾瓦多·馬蒂拉諾，68歲，美國作曲家。[91]
- 彼特·韋爾德，60歲，美國歷史學家、檔案保管員和唱片製作人[92]
- 瑪格麗特·楊，87歲，美國作家。[93]

### 18日
- 弗朗西斯科·德·博爾邦·博爾邦，83歲，西班牙貴族和軍官。
- 約翰·G·克里爾，60歲，英國化學工程師。[94]
- 雅克·埃爾托，71歲，法國電影導演和編劇。[95]
- 米隆·格林迪亞，86歲，羅馬尼亞裔英國文學記者。[96]
- 穆罕默德·卡伊爾-艾迪納，54歲，摩洛哥詩人和作家。[97]
- 萊因哈德·科爾德霍夫，81歲，德國電影演員。[98]

### 19日
- 任之恭(Chih Kung Jen)，90歲，中華民國中央研究院第4屆(數理科學組)院士。[99]
- 唐·阿尼莱克，65歲，美國籃球運動員。[100]
- 查爾斯·考格斯威爾·多伊，97歲，美國橄欖球運動員。[101]
- 唐·戈爾迪，65歲，美國爵士小號手。[102]
- 万古蟾，95歲，中國電影人。
- 瑪莎·希爾，94歲，美國現代舞演員。[103]
- 埃德賴特，76歲，美國棒球運動員[104]

### 20日
- 喬治·伯恩斯，76歲，紐西蘭舵手。
- 萊斯特·芬奇，86歲，英格蘭足球運動員和經理。[105]
- 羅賓·甘迪，76歲，英國數學家和邏輯學家。
- 謝爾蓋·格林科夫，28歲，俄羅斯花樣滑冰運動員，奧運會金牌得主[106]
- 羅比·麥考利，76歲，美國編輯、小說家和評論家。[107]
- 萊奧蒂斯·馬丁，56歲，美國拳擊手。
- 馬當·辛格，72歲，印度野生動物保護主義者和政治家。
- 金成宰，23歲，韓國歌手，說唱歌手，舞蹈家和模特，被謀殺

### 21日
- 馬修·艾許曼，35歲，英國吉他手[108]
- 普里姆羅斯·博爾迪耶，66歲，法國設計師。[109]
- 布魯諾·格魯西，67歲，加拿大演員[110]
- 彼得·格蘭特，60歲，英國搖滾樂隊經理[111]
- 多蘿西·傑金斯，81歲，美國服裝設計師[112]
- 諾埃爾·鐘斯，54歲，英國外交官。
- 萊昂·利什納，82歲，美國歌劇低音男中音。[113]
- 勒伊拉·莫拉德，77歲，埃及歌手和女演員。[114]
- 喬治·伊萬·史密斯，80歲，澳大利亞外交官。[115]
- 威爾弗雷德·懷特，91歲，英國馬術和奧運冠軍。[116]

### 22日
- 萊昂納多·貝爾科維奇，87歲，美國編劇、電影導演和製片人。[117]
- 瑪格麗特·聖克雷爾，84歲，美國奇幻和科幻作家。[118]
- 湯姆·克萊，66歲，美國電臺名人和唱片騎師[119]
- 埃德娜·迪恩，90歲，英國交誼舞家、編舞家和戲劇教師。[120]
- 艾琳寶格·盧岑，76歲，丹麥平面設計師。
- 諾曼·波特，72歲，英國櫥櫃製造商、設計師和作家。[121]
- 瑪莉亞·庫馬尼·誇西莫多，87歲，義大利女演員和舞蹈家。
- 謝爾蓋·施泰金，75歲，蘇聯/俄羅斯數學家。
- 約翰尼·蒂爾蒙，69歲，美國福利權利活動家。[122]

### 23日
- 約翰·弗雷德里克·柯林斯，76歲，美國政治家和波士頓市長[123]
- 路易·馬盧，63歲，法國電影導演[124]
- 伯納德·M·奧利弗，79歲，美國科學家。[125]
- 丹·佩奇，65歲，美國橄欖球運動員。
- 埃納里·特拉斯維爾塔，80歲，芬蘭體操運動員，奧運冠軍[126]
- 儒尼奧爾·沃克，64歲，美國音樂家和唱片藝術家[127]
- 史蒂文·伍德，34歲，澳大利亞短跑和馬拉松獨木舟運動員[128]

### 24日
- 伊瓦爾·比亞爾，52歲，瑞典雪橇運動員，曾參加1968年冬季奧運會。[129]
- 約翰·克雷文，79歲，美國演員。[130]
- 多米尼克·艾坎登，78歲，奈及利亞羅馬天主教紅衣主教。
- 斯圖爾特·亨利，53歲，蘇格蘭椎間盤騎師[131]
- 洛斯伯里的奧布萊恩男爵萊斯利，87歲，英國同行和英格蘭銀行行長。
- 傑弗里·林恩，89歲，美國演員[132]
- 瑪律科姆·芒特，85歲，英國士兵、作家和策展人。
- 愛德華·奧勒，97歲，愛沙尼亞畫家。[133]
- 保羅·范·德·羅瓦特，91歲，荷蘭曲棍球運動員和奧運選手。[134]

### 25日
- 安赫爾·卡佩萊蒂，67-68歲，阿根廷哲學家和大學教授。[135]
- 愛德華·沙伯特，92歲，法國水手，曾參加1952年夏季奧運會。[136]
- 尼古拉·德羅茲德茨基，38歲，俄羅斯冰球運動員，糖尿病。
- 黑爾格·哈格曼，85歲，瑞典演員和電影製片人。
- 萊夫·賈斯特，85歲，挪威喜劇演員、歌手和演員。
- 羅傑·麥肯齊，24歲，英國音樂家和DJ，心臟病。
- 鮑裡斯·里察列夫，65歲，蘇聯/俄羅斯電影導演。
- 埃里希·謝洛，80歲，德國演員。[137]
- 理查·G·舒普，71歲，美國政治家。
- 萊昂·齊特羅內，81歲，俄裔法國記者和電視節目主持人[138]

### 26日
- 羅伯托·巴奇，86歲，義大利-以色列統計學家和人口學家。[139]
- 悉尼·道森·貝利，79歲，英國作家、和平主義者和國際事務專家。[140]
- 大衛·布裡格斯，51歲，美國唱片製作人[141]
- 莫裡斯·布裡特，76歲，美式橄欖球運動員，榮譽勳章獲得者和商人。[142]
- 特麗·朱厄爾，41歲，美國作家、詩人和黑人女同性戀活動家。[143]
- 森敏也，83歲，日本女演員，交通事故。
- 本特·帕姆奎斯特，72歲，瑞典水手和奧運選手。[144]
- 尚卡爾·達亞爾·辛格，57歲，印度政治家，心臟驟停。
- 高杉早苗，77歲，日本女演員。[145]
- 維姆·托爾克，68歲，德國電視藝人。
- 查理斯·沃雷爾，106歲，英語教師，I-Spy系列叢書的創作者。[146]

### 27日
- 贾恩卡洛·巴盖蒂，60歲，義大利賽車手[147]
- 西蒙·貝利，40歲，英國聖公會牧師和作家[148]
- 馬丁·科爾梅納雷霍，59歲，西班牙自行車賽車手。[149]
- 阿爾伯特·奧祖利亞斯，80歲，二戰期間法國抵抗運動的法國共產黨領袖[150]
- 哈裡·泰勒，71歲，英國高山滑雪運動員。[151]
- 尤爾根·瓦滕貝格，94歲，德國U艇指揮官和二戰期間的戰俘逃亡者。[152]

### 28日
- 蘇漢·巴巴耶夫，85歲，蘇聯土庫曼政治家，土庫曼共產黨總書記。
- 理查·C·哈爾弗森，79歲，美國長老會牧師和作家。[153]
- 布倫希爾德·亨德里克斯，57歲，德國接力跑運動員，奧運銀牌得主。[154]
- 斯洛博丹·伊夫科維奇，58歲，塞爾維亞籃球運動員和教練。
- 羅伊·A·泰勒，85歲，美國政治家。
- 大衛·詹姆斯·沃克，90歲，加拿大政治家。

### 29日
- 田中千禾夫，90歲，日本劇作家、劇作家。[155]
- 吴德，82歲，中國共產黨革命家和政治家。
- 艾琳·伊戈達羅，79歲，塞拉利昂醫生和社會改革家。[156]
- 安東尼·拉雷特，44歲，美國強姦犯和連環殺手[157]
- 艾琳·伊戈達羅，45歲，美國橄欖球運動員。[158]
- 羅傑·諾曼，67歲，瑞典三級跳遠運動員。[159]
- 奧古斯托·H·阿爾瓦雷斯，80歲，墨西哥建築師。[160]

### 30日
- 尼克勞斯·艾什巴赫，78歲，瑞士作曲家和指揮家。[161]
- 吉姆·大衛斯，71歲，美國棒球運動員。[162]
- 瓊·費雪，66歲，英國教師和工會會員。[163]
- 菲力浦·吉文斯，73歲，加拿大政治家和法官。
- 霍柏·李維特，87歲，英國板球運動員。[164]
- 拉斐爾·波蒂略，79歲，墨西哥電影導演、編劇和電影編輯。[165]
- 威廉·羅里克，82歲，美國演員[166]
- Stretch，27歲，美國說唱歌手[167]